# Domaines de vision
On appelle domaines de vision des ensembles de perceptions visuelles de caractéristiques différentes, notamment en ce qui concerne la vision des couleurs.
Le domaine de vision fovéale ou centrale se constitue à partir d'une zone de la rétine dont le champ embrasse moins de 2 cm à 1 m, agrandi grâce aux mouvements oculaires inconscients, au prix d'une moindre rapidité de perception. Ce domaine permet la vision des détails et des couleurs, dans des conditions d'éclairage suffisantes.
Dans le domaine de la vision centrale, correspondant à la zone d'attention du sujet, on distingue trois domaines différant par la perception des couleurs : la vision photopique, diurne, est celle où l'on distingue bien les couleurs alors que la vision scotopique, nocturne, ne le permet pas ; le domaine intermédiaire, moyen, est dit mésopique. Dans le domaine mésopique, la dégradation de la perception des couleurs s'accompagne de l'effet Purkinje, un décalage de la couleur vers le côté bleu du spectre visible. Plus rarement, on s'intéresse aussi au domaine d'illumination excessive, pénible, où la vision des couleurs se dégrade à nouveau par éblouissement.
Le domaine de la vision périphérique occupe le reste du champ visuel. Il détecte les différences de luminosité de quelque étendue et les mouvements.

## Séparation des domaines
La séparation de la vision en domaines est conventionnelle. Les mesures qu'on effectue pour fonder la colorimétrie donnent des résultats variables selon l'étendue des plages colorées à comparer, selon leur éclairage, et selon le temps d'exposition de l'œil. La fovéa, partie de la rétine sensible aux couleurs, est de faible étendue ; les cônes, qui permettent la discrimination des objets par la couleur, sont moins sensibles que les bâtonnets, et le système visuel correspondant à la partie centrale réagit moins rapidement que celui correspondant à la partie périphérique. La transition entre prédominance d'une perception colorée, déterminée par l'attention portée à une région limitée, et prédominance d'une perception de masses de luminosité, est progressive, et s'accompagne d'une variation dans la perception des couleurs.
Chaque fois que la perception de la couleur a une importance, on doit spécifier les conditions d'éclairage : elles constituent le domaine photopique. Ces conditions sous-entendent que le sujet puisse examiner directement l'objet par sa vision centrale.
Quand, au contraire, on s'intéresse à la vision dans des conditions de luminosité minimales, telles qu'on ne voit pas les couleurs, on définit un domaine scotopique. Un objet de contraste doit retenir l'attention du sujet au milieu du champ de vision pour qu'on puisse séparer vision centrale et vision périphérique.
La définition des domaines de vision suppose que le temps d'adaptation visuelle soit écoulé.
Les domaines intermédiaires entre centre et périphérie, et entre vision en couleurs et sans couleurs, sont de beaucoup moins d'usage, bien qu'ils correspondent à des conditions très fréquentes dans la vie quotidienne.

## Vision centrale
La vision centrale correspond à la zone vers laquelle le sujet va diriger son attention. L'accommodation adapte l'œil à la distance à laquelle se trouvent les objets de la région centrale, de sorte qu'ils soient aussi nets que possible.
On distingue ainsi plusieurs domaines de vision centrale selon la quantité de lumière émise par l'environnement observé. Les différences de perception de lumière selon la luminance sont principalement dues à l'influence relative des bâtonnets et différents types de cônes dont la sensibilité varie selon la quantité de lumière qu'ils reçoivent.
- La vision scotopique est la vision nocturne, c'est-à-dire la forme particulière que prend la vision humaine la nuit ou en conditions de faible éclairage[a].

- La vision mésopique est la vision crépusculaire, c'est-à-dire la forme particulière que prend la vision au crépuscule ou en conditions d'éclairage moyen[b].

- La vision photopique est la vision diurne, c'est-à-dire la forme particulière que prend la vision le jour ou en conditions d'éclairage important.

- L’éblouissement survient soit quand l'illumination générale est excessive, soit quand la luminance d'un objet de faibles dimensions l'est par rapport à celle de l'ensemble du champ visuel.

### Domaine scotopique
On constate aisément que dans les conditions de faible éclairement, on ne distingue pas du tout les couleurs. L'optique physiologique sépare d'emblée la vision nocturne, fondée sur les bâtonnets et la vision diurne, déterminée par les cônes.
La photométrie a pour objet de relier la vision humaine à des grandeurs physiques mesurées sur le rayonnement lumineux. Sa technique de base consiste à demander aux sujets d'expériences de psychologie expérimentale de rendre aussi égales que possible, en teinte, en luminosité, ou pour les deux, des plages de lumière dont l'intensité et la longueur d'onde dominante sont vérifiables.
On peut définir facilement le domaine où l'on ne distingue pas les couleurs. C'est celui où les sujets peuvent rendre égales en en réglant seulement l'intensité, deux lumières monochromatiques de longueur d'onde différente alors qu'avec une intensité suffisante, elles sont bien distinctes : par exemple, un vert et un rouge. Ce domaine est le domaine scotopique, du grec ancien σκότος / skótos, « obscurité ».
Les humains ne possèdent pas de tapetum lucidum ; de ce fait, la limite du domaine scotopique est assez élevée. Le seuil absolu de vision est atteint pour les surfaces observées qui ont une luminance d'environ 10−6 cd/m2. Le domaine scotopique s'étend ensuite à des luminances lumineuses inférieures à la millicandela par mètre carré.
La vision scotopique  est essentiellement assurée par les bâtonnets de la rétine de l'œil. Ces cellules sont bien plus nombreuses que les cônes (environ 120 millions de bâtonnets par œil, à comparer aux 5 millions de cônes) et elles sont plus larges et plus longues, elles nécessitent donc moins de lumière. Il n'existe qu'un seul type de bâtonnets, ce qui ne permet qu'une vision en noir-et-blanc. La sensibilité de l'œil en vision scotopique n'est pas la même pour toutes les longueurs d'onde, elle est décrite par la fonction d'efficacité lumineuse spectrale scotopique. Le maximum de sensibilité de l'œil est obtenu pour une longueur d'onde de 507 nanomètres correspondant, à plus forte luminosité, au bleu. Plus généralement, la sensibilité de l'œil dépend de l'adaptation au noir (rompue par le moindre éblouissement), mais aussi de la vitesse de régénération des pigments détruits par les photons. Il faut environ 20 minutes dans le noir pour régénérer un stock de rhodopsine suffisant pour fortement améliorer sa vision nocturne. Après 45 minutes, la sensibilité est maximale, environ un million de fois plus élevée qu'immédiatement après avoir quitté une zone éclairée.

### Domaine mésopique
La vision mésopique (du grec ancien μέσος / mésos, « au milieu ») se définit négativement : trop de lumière pour qu'on ne distingue pas du tout les couleurs, pas assez pour que cette distinction soit complète.
Du point de vue de l'optique physiologique, elle est assurée à la fois par les bâtonnets et les cônes de la rétine de l'œil. Pour les bas niveaux de lumière, les couleurs rouges s'assombrissent et la sensibilité se décale vers le bleu provoquant l'effet Purkinje.

### Domaine photopique
Le domaine photopique se définit par l'intensité lumineuse qui permet la reproduction avec le plus de précision et moins de dispersion d'un essai à l'autre des expériences d'égalisation photométriques. Cependant, la vision des couleurs est un phénomène assez complexe, qui n'est jamais aussi linéaire que le prévoit le modèle photométrique fondé sur les lois de Grassmann.
Selon les applications, une luminance comprise entre 3 et 10 cd/m2 constitue la limite basse du domaine photopique : ceci nécessite pour un diffuseur parfait un éclairement lumineux minimum d'environ 100 lux (Robert Sève 2009, p. 25-26). Il s'étend jusqu'à quelques milliers de candelas par mètre carré.
Du point de vue de l'optique physiologique, la vision photopique (du grec ancien φῶς / phȭs, au génitif φωτός / phōtos, « lumière ») est essentiellement assurée par les cônes de la rétine. Ces cellules sont bien moins nombreuses que les bâtonnets (environ 5 millions de cônes par œil, à comparer aux 120 millions de bâtonnets) et elles sont moins larges et moins longues, elles nécessitent donc plus de lumière. Contrairement aux bâtonnets il existe trois types de cônes, ce qui permet une vision des couleurs. La sensibilité de l'œil en vision photopique n'est pas la même pour toutes les longueurs d'onde, elle est décrite par la fonction d'efficacité lumineuse spectrale photopique. Le maximum de sensibilité de l'œil est obtenu pour une longueur d'onde de 555 nanomètres correspondant à un vert-jaune. Elle est supérieure à 1 % de ce maximum de 475 à 685 nanomètres.
Certaines personnes ne possèdent pas les trois types de cônes. Ce daltonisme fait l'objet d'étude particulières.
Lorsque la luminance augmente mais reste en dessous de l'éblouissement, l'apparence des couleurs se modifie : cet effet, lié au phénomène de Bezold-Brücke (en) découvert en 1873, met en avant le couple chromatique jaune/bleu pâle : l'accroissement de la luminance fait jaunir le rouge et le vert-jaunâtre, tandis que le violet et le bleu-vert tendent vers le bleu.

### Éblouissement
On ne peut pratiquer aucune mesure dans le domaine pénible de l'éblouissement, qui ne constitue pas à proprement parler un domaine de vision, puisque justement, on ne voit plus.

## Vision périphérique
La vision périphérique humaine concerne 99% de la rétine, mais ne dispose que de la moitié des connexions nerveuses du nerf visuel. Elle permet de distinguer les masses de luminosité distincte et les mouvements, plus rapidement que la vision centrale, qu'elle oriente vers les sujets d'intérêt.
Hors de la fovéa, la concentration de cônes décroît progressivement. Plus on s'en éloigne, plus une aire doit être grande pour qu'on en perçoive la couleur.

## Capacité à voir dans l'obscurité
Dans l'obscurité, la distinction entre vision centrale et vision périphérique s'estompe, la fovéa ne recevant pas assez de lumière. Les zones du cortex visuel jouant un rôle dans la vigilance et l'alerte, plus réactive aux mouvements ou petits changements d'intensité lumineuse, sont actives.
L'œil a toujours des limites physiques de sensibilité, mais certains animaux voient bien mieux que les humains dans le noir (la chouette ou le lynx par exemple, qui sont des animaux nocturnes ou semi-nocturnes). On dit alors que ces animaux sont nyctalopes.
Cette capacité dépend aussi de l'architectonique de la rétine qui varie selon les espèces, et d'autres facteurs impliquant l'œil et le cerveau : la taille de l'œil et du cristallin, la sensibilité générale de la rétine (en termes de réponse à l'excitation lumineuse et à la fatigue rétinienne), le temps de latence sensorielle et d'adaptation de l'œil aux variations de luminosité. L'œil n'est pas assimilable à un instrument d'optique ; ses relations avec le cerveau qui interprète les images formées sur la rétine (qui est un capteur biologique inhomogène et anisotrope) et guide les mouvements de l'œil sont essentielles.
Certaines personnes ne distinguant pas les couleurs voient mieux dans le noir.
Une alimentation riche en carotte, myrtille, bêta-carotène ou vitamine A et glucosides d'anthocyane est réputée améliorer la vision scotopique. Lors de la dernière guerre mondiale, certains pilotes militaires mangeaient de la confiture de myrtille pour mieux voir la nuit,,,,,. L'impact de la consommation de myrtilles sur la qualité de la vision à court terme (typiquement dans le cas de pilotes civils ou militaires) reste néanmoins débattue et non confirmée à ce jour.
Plusieurs dispositifs permettent d'améliorer artificiellement la vision nocturne : ils sont à la base des jumelles de vision nocturne.